# 7 Armia (Imperium Rosyjskie)
7 Armia (ros. 7-я армия) – związek operacyjny Armii Imperium Rosyjskiego w okresie I wojny światowej.
Sztab polowy 7 Armia utworzono w lipcu 1914 roku przy Odeskim Okręgu Wojskowym. Do zadań Armii należała obrona wybrzeża Morza Czarnego i granicy z Rumunią. W październiku  1915 sztab Armii przebazowano w rejon Trembowla – Czortków. Rozformowana w początku 1918. Walczyła w składzie Frontu Południowo-Zachodniego od października 1914 do rozformowania.

## Skład
- 1 Korpus Gwardii Imperium Rosyjskiego od 15.11. – grudzień 1917;
- 2 Korpus Gwardii Imperium Rosyjskiego od 16.06.1917; 15.11. – grudzień 1917;
- 2 Korpus Armijny Imperium Rosyjskiego od 1.11.1915 – 22.10.1916;
- 12 Korpus Armijny Imperium Rosyjskiego od 1.10.1916 – 1.06.1917; 10.08.1915 – 15.11.1717;
- 16 Korpus Armijny Imperium Rosyjskiego od 1.11.1915 – 1.06.1917;
- 18 Korpus Armijny Imperium Rosyjskiego od 20.16.1916 – 17.07.1916;
- 22 Korpus Armijny Imperium Rosyjskiego od 22.12.15 – 10.11.1917;
- 33 Korpus Armijny Imperium Rosyjskiego od 1.09.1916 – 16.06.1917;
- 34 Korpus Armijny Imperium Rosyjskiego od 18.06.1916; – grudzień 1917;
- 41 Korpus Armijny Imperium Rosyjskiego od 1.09.1916 – grudzień 1917;
- 44 Korpus Armijny Imperium Rosyjskiego od 18.04.1917;
- 46 Korpus Armijny Imperium Rosyjskiego od 3.04 – 1.05.1916;
- 3 Kaukaski Korpus Armijny  Imperium Rosyjskiego od 11.9 – grudzień 1917;
- 5 Korpus Kawalerii Imperium Rosyjskiego od 14.11.1915 – 23.03.1916;
- 7 Syberyjski Korpus Armijny Imperium Rosyjskiego od 1.02.1916 – 16.06.1917;
- 2 Korpus Kawalerii Imperium Rosyjskiego od 1.09.1916 – grudzień 1917;
- 5 Korpus Kawalerii Imperium Rosyjskiego od 16.06.1916; 1.11 – grudzień 1917;

## Dowódcy 7 Armii
| Stopień           | Nazwisko              | Okres                   |
| ----------------- | --------------------- | ----------------------- |
| Generał artylerii | Władimir Nikitin      | 19.07.1914 – 19.10.1915 |
| Generał piechoty  | Dmitrij Szczerbaczow  | 19.10.1915 – 11.04.1917 |
| Generał lejtnant  | Leonid Bielkowicz     | 13.04.1917 – 20.06.1917 |
| Generał lejtnant  | Władimir Sieliwacziow | 26.06.1917 – 9.09.1917  |
| Generał lejtnant  | Januariusz Cichowicz  | 9.09.1917 – 3.12.1917   |